# Akani Simbine
Akani Simbine, född 21 september 1993 i Johannesburg, är en sydafrikansk friidrottare som tävlar i kortdistanslöpning.

## Karriär
Akani Simbine ingick i det sydafrikanska stafettlag på 4 x 100 meter som tog silver vid OS 2024.